# Liste der Kulturgüter in Tavannes
Die Liste der Kulturgüter in Tavannes enthält alle Objekte in der Gemeinde Tavannes im Kanton Bern, die gemäss der Haager Konvention zum Schutz von Kulturgut bei bewaffneten Konflikten, dem Bundesgesetz vom 20. Juni 2014 über den Schutz der Kulturgüter bei bewaffneten Konflikten sowie der Verordnung vom 29. Oktober 2014 über den Schutz der Kulturgüter bei bewaffneten Konflikten unter Schutz stehen.
Objekte der Kategorien A und B sind vollständig in der Liste enthalten, Objekte der Kategorie C fehlen zurzeit (Stand: 18. April 2024). Unter übrige Baudenkmäler sind geschützte Objekte zu finden, die im Bauinventar des Kantons Bern als «schützenswert» verzeichnet sind.

## Kulturgüter
| Foto | | Objekt | Kat. | Typ | Standort                                                 | Beschreibung |
| ---- | --- | --- | ---- | --- | -------------------------------------------------------- | --- |
| ja   | Datei hochladen · Wikidata zu Pierre Pertuis, gehauener Durchgang mit römischer Inschrift (Q110271463)             | Pierre Pertuis, gehauener Durchgang mit römischer Inschrift / Pierre Pertuis, passage taillé avec inscription romaine KGS-Nr.: 09580 | A    | F   | 581481 / 229150                                          | Künstliche Erweiterung eines natürlichen Felstors (petra pertusa) etwa 300 Meter nördlich der Passhöhe, durch den in römischer Zeit die Wegverbindung zwischen Aventicum und Augusta Raurica führte. Eine Inschrift aus dem frühen 3. Jahrhundert über dem nördlichen Tunneleingang nennt Marcus Dunius Paternus als Baumeister der Strasse.                                                         |
| ja   | Datei hochladen · Wikidata zu Kirche Christ-Roi (Q19362717)                                                        | Kirche Christ-Roi / Église du Christ-Roi KGS-Nr.: 09765                                                                              | A    | G   | Rue du Général Voirol 7 581731 / 230099                  | Das in den Jahren 1928 bis 1930 erbaute römisch-katholisches Kirchengebäude ist eine Basilika im Stil der Moderne mit einem 32 m hohen quadratischen Turm und einem Baptisterium in dessen Sockel. Hervorzuheben sind insbesondere die eleganten Kombinationen von geraden Linien, Oberflächen und einfachen geometrischen Volumen sowie die schlichten Fassaden aus Kalkstein und Steinimitationen. |
| ja   | Datei hochladen · Wikidata zu Rathaus (Q29675409)                                                                  | Rathaus / Hôtel de Ville KGS-Nr.: 01254                                                                                              | B    | G   | Grand-Rue 1 581835 / 229946                              | Ursprünglich um 1850 als Gasthof erbaut, ab 1885 als Schulhaus genutzt, 1966/67 zum Sitz der Gemeindeverwaltung umgebaut. Das rechteckige neoklassizistische Gebäude besitzt ein Krüppelwalmdach mit Dachgaube. Die Fassaden sind symmetrisch mit 9×4 Achsen ausgeführt, die dreiteilige Hauptfassade wird durch sorgfältig geformte Elemente aus Kalkstein gegliedert.                              |
| ja   | Datei hochladen · Wikidata zu Industriequartier (Ébauches Tavannes SA, Tavannes Machines SA, Zampa SA) (Q29675423) | Industriequartier / Quartier industriel (Ébauches Tavannes SA, Tavannes Machines SA, Zampa SA) KGS-Nr.: 01265                        | B    | G   | Rue Henri-Frédéric Sandoz 62, 64, 66, 80 582220 / 230170 | Ensemble von Industriebauten der Uhren- und Feinmechanikindustrie aus dem frühen 20. Jahrhundert. |
| BW   | Datei hochladen · Wikidata zu Kino Le Royal (Q110463857)                                                           | Kino Le Royal / Cinéma Le Royal KGS-Nr.: 16801                                                                                       | B    | G   | Grand-Rue 28 582054 / 230053                             | Kino-Gebäude des Cinéma Le Royal von 1917/18 |
| BW   | Datei hochladen · Wikidata zu Fabrikanten-Villa, die sogenannte Villa Sandoz (Q110463992)                          | Fabrikanten-Villa, die sogenannte Villa Sandoz / Villa de fabricant dite Villa Sandoz KGS-Nr.: 16802                                 | B    | G   | Chemin de l'Arsenal 8 581613 / 229759                    | Fabrikantenvilla von 1905–1908 |

## Übrige Baudenkmäler
Hinweis: Anstelle der KGS-Nummer wird als Objekt-Identifikator (ID) die Grundstücksnummer verwendet.
| ID       | Foto |                 | Objekt | Typ | Standort                                      | Beschreibung |
| -------- | ---- | --------------- | --- | --- | --------------------------------------------- | ------------ |
| 4        | BW   | Datei hochladen | Kino Le Royal (1917/18) / Cinéma Le Royal (1917/18)                                                                        | G   | Grand-Rue 28 582056 / 230052                  |              |
| 7        | BW   | Datei hochladen | Ehemalige Post (1908) / Ancienne poste (1908)                                                                              | G   | Rue de la Gare 3 582073 / 229976              |              |
| 41       | BW   | Datei hochladen | Speicher (19. Jh.) / Grenier (19ème siècle)                                                                                | G   | Rue du Petit-Bâle 6a 581980 / 230164          |              |
| 46       | BW   | Datei hochladen | Brunnen (19. Jh.) / Fontaine (19ème siècle)                                                                                | K   | Rue du Petit-Bâle N.N.1 582027 / 230241       |              |
| 46       | BW   | Datei hochladen | Brunnen (19. Jh.) / Fontaine (19ème siècle)                                                                                | K   | Rue du Petit-Bâle N.N.2 581979 / 230167       |              |
| 62       | BW   | Datei hochladen | Reformiertes Pfarrhaus (1820) / Cure protestante (1820)                                                                    | G   | Rue du Petit-Bâle 25 582030 / 230291          |              |
| 83       | BW   | Datei hochladen | Ehemaliger demokratischer Treffpunkt und Wohnhaus (1917) / Ancien cercle démocratique et habitation (1917)                 | G   | Grand-Rue 27 582071 / 230121                  |              |
| 97       | BW   | Datei hochladen | Ehemaliges Bauernhaus (1820) / Ancienne ferme (1820)                                                                       | G   | Rue de Pierre-Pertuis 20 581713 / 229778      |              |
| 129      | BW   | Datei hochladen | Brunnen (19. Jh.) / Fontaine (19ème siècle)                                                                                | K   | Rue de Pierre-Pertuis N.N.1 581750 / 229877   |              |
| 142      | BW   | Datei hochladen | Ehemalige Uhrenfabrik Tavannes Watch (1907) / Ancienne fabrique de remontage de Tavannes Watch (1907)                      | G   | Rue de Pierre-Pertuis 6 581756 / 229937       |              |
| 143      | BW   | Datei hochladen | Ehemaliger Hangar (1910) / Ancien hangar (1910)                                                                            | G   | Rue de Pierre-Pertuis 8 581747 / 229913       |              |
| 156      | BW   | Datei hochladen | Wohnhaus (um 1900) / Immeuble d'habitation (vers 1900)                                                                     | G   | Grand-Rue 9 581918 / 229947                   |              |
| 172; 173 | BW   | Datei hochladen | Doppelwohnhaus mit Läden (um 1912) / Immeuble d'habitation double avec commerces (vers 1912)                               | G   | Grand-Rue 14, 16 581957 / 229950              |              |
| 175      | BW   | Datei hochladen | Wohnhaus mit Laden (Ende 19. Jh.) / Maison d'habitation et commerce (fin 19ème siècle)                                     | G   | Grand-Rue 12 581949 / 229940                  |              |
| 176      | BW   | Datei hochladen | Wohnhaus (um 1910) / Immeuble d'habitation (vers 1910)                                                                     | G   | Grand-Rue 10 581932 / 229928                  |              |
| 176      | BW   | Datei hochladen | Wohnhaus (um 1910) / Immeuble d'habitation (vers 1910)                                                                     | G   | Grand-Rue 8 581926 / 229927                   |              |
| 180      | BW   | Datei hochladen | Hotel Endstation (um 1910) / Hôtel Terminus (vers 1910)                                                                    | G   | Rue Henri-Frédéric Sandoz 26 581930 / 229908  |              |
| 185      | ja   | Datei hochladen | Hotel Bahnhof (1884) Hôtel de la Gare (1884)                                                                               | G   | Rue de la Gare 4 582054 / 229962              |              |
| 234      | BW   | Datei hochladen | Fabrikantenvilla (1905–1908) / Villa patronale (1905–1908)                                                                 | G   | Chemin de l’Arsenal 8 581613 / 229761         |              |
| 243      | BW   | Datei hochladen | zwei Wohnhäuser mit Verbindungsgalerie (kurz nach 1900) / Deux maisons d'habitation jumelles avec galerie (peu après 1900) | G   | Rue de Pierre-Pertuis 24, 24a 581675 / 229699 |              |
| 332      | BW   | Datei hochladen | Wohnhaus (um 1900), Katholisches Pfarrhaus (ab 1928) / Habitation (vers 1900), cure catholique romaine (ab 1928)           | G   | Rue de Tramelan 10 581707 / 230060            |              |
| 517      | ja   | Datei hochladen | Primarschulhaus (1930) / Collège primaire (1930)                                                                           | G   | Rue des Collèges 2 581733 / 230271            |              |
| 517      | ja   | Datei hochladen | Primarschulhaus (1912) / Collège primaire (1912)                                                                           | G   | Rue des Collèges 4 581761 / 230322            |              |
| 500      | BW   | Datei hochladen | Arbeiterwohnhäuser Les Longues (1891) / Logements ouvriers Les Longues (1891)                                              | G   | Grand-Rue 53, 55, 57, 59 582156 / 230403      |              |
| 946      | BW   | Datei hochladen | Übertragungsstützen des Skilifts La Golatte-Montoz (1957) / Piliers de transmission du téleski La Golatte-Montoz (1957)    | X   | La Golatte-Montoz N.N. 581761 / 230322        |              |
| 1134     | BW   | Datei hochladen | Ehemaliges Architekturatelier von René Chapallaz (1906/07) / Ancien atelier d'architecture de René Chapallaz (1906/07)     | G   | Chemin de la Rochette 9 581579 / 229793       |              |
| 1143     | BW   | Datei hochladen | Ehemaliges Uhrenatelier (um 1880) / Ancien atelier d'horlogerie (vers 1880)                                                | G   | Rue de Pierre-Pertuis 4 581759 / 229931       |              |
| 1327     | BW   | Datei hochladen | Wohnhaus (1959) / Maison d'habitation (1959)                                                                               | G   | Rue des Prés 43 581276 / 230251               |              |
| 1339     | BW   | Datei hochladen | Wohnhaus (1823) / Maison d'habitation (1823)                                                                               | G   | Chemin de la Rochette 1 581701 / 229866       |              |
| 1735     | BW   | Datei hochladen | Brunnen (1866) / Fontaine (1866)                                                                                           | K   | Rue de Pierre-Pertuis N.N.2 581718 / 229765   |              |